# Матьє Фонтейн
Матьє Фонтейн (14 лютого 1985) — бельгійський плавець.
Учасник Олімпійських Ігор 2008 року.